# Jurinia paulensis
Jurinia paulensis là một loài ruồi trong họ Tachinidae.